# Artemi Ajwasjan
Artemi (Arutjun) Sergejewitsch Ajwasjan (auch Artemi Ayvazyan, armenisch Արտեմի Այվազյան, auch russisch Артемий Серге́евич Айвазян Artemi Sergejewitsch Ajwasjan; * 26. Junijul. / 9. Juli 1902greg. in Baku, Russisches Kaiserreich, heute Aserbaidschan; † 14. November 1975 in Jerewan, Armenische SSR, Sowjetunion, heute Armenien) war ein armenischer Komponist, Dirigent und Cellist.

## Leben und Werk
1923 wurde er am Konservatorium Tiflis graduiert. Er besuchte die Violoncelloklasse von Konstantin Minjar-Belorutschew(1874–1944). In Jerewan nahm er 1923 Kompositionsunterricht bei Alexander Spendiarjan und unterrichtete am neu ins Leben gerufenen Staatlichen Konservatorium Jerewan, an welchem er die erste Violoncelloklasse leitete. Von 1927 bis 1930 leitete er die Musikschule und ein Sinfonieorchester in Leninakan. 1932 schloss er ein Studium am Moskauer Konservatorium ab. Hier war er in der Violoncelloklasse Semjon Kosolupows (1884–1961). 1933 erhielt er beim 1. All-Unionswettbewerb der UdSSR einen dritten Preis. Zwei Kompositionen dieses Jahres sind ein armenischer und ein grusinischer Tanz für Violoncello und Klavier. Darauf besuchte er die Graduiertenschule und absolvierte unter der Leitung Kosolupows 1935 die Aspirantur. Seine weitere Karriere gestaltete er aber nicht als Cellist, sondern er widmete sich der Leitung diverser musikalischer Ensembles und dem Komponieren. Seit 1936 lebte er in Jerewan. In diesem Jahr veröffentlichte er sieben Stücke für Violine und Klavier. 1938 schrieb er die Oper Taparnikos. Von 1940 bis 1942 leitete er die Philharmonie. Von 1943 bis 1945 leitete er die Musikalische Komödie in Jerewan. In dieser Zeit schrieb er mehrere Operetten. Von 1938 bis 1956 leitete er das Armenische Unterhaltungsorchester, auch Armenisches Staats-Jazz-Orchester genannt, welches durch sein Jazzrepertoire Bekanntheit erlangte. Seit 1952 war er Mitglied der KPdSU. 1956 gab Ajwasan die Leitung des Unterhaltungsorchesters an Konstantin Orbeljan ab. 1962 erhielt er den Ehrentitel Volkskünstler der Armenischen ASSR. 1965 schrieb er das sinfonische Gedicht Armenia und die Oper Господин Минтоев в Париже [Herr Mintojew in Paris]. 1970 folgte mit Любовь под звездами [Liebe unter Sternen] nochmals eine Operette. Des Weiteren schrieb er drei Orchestersuiten (1948, 1955 und 1966), zwei Cellokonzerte (1947 und 1967), zwei Streichquartette (1951 und 1955) und eine Violinsonate (1970). Für Violoncello und Klavier schrieb er eine Konzertetüde (1953) und zwei Sonaten (1971 und 1972). Bekanntheit erreichten in der Sowjetunion seine Lieder wie Армения [Armenja], Караван [Karawan] und Карин [Karine] (Text: Wladimir Harutjunjan). Erfolge feierte er auch als Filmkomponist. So schrieb er 1957 die Musik zu den Zeichentrickfilmen Волк и семеро козлят [Der Wolf und die sieben Geisslein] und Снежная королева [Die Schneekönigin] und dem Film Сердце матери [Mutterherz], 1958 zum Spielfilm О чём шумит река [Worüber rauscht der Fluss], 1959 zum Zeichentrickfilm Похитители красок [Farbendiebe] und 1961 zum Spielfilm Перед восходом солнца 1961 [Vor Sonnenaufgang].

## Gedenken
Das Yerevan Jazz Festival 2018 wurde Artemi Ajwasjan gewidmet. Anlass war der 80. Jahrestag der Gründung des Armenischen Staats-Jazz-Orchesters durch Ajwasjan und des 80. Jubiläums des Jazz-Festivals.